# 亚娄
亚娄，是马来西亚玻璃市州的皇城和一个巫金，隶属于加央市议会。亚娄也是玻璃市拉惹的亚娄皇宫所在地，而玻璃市州立清真寺也坐落于此。 华人以福建裔居多，當地主要通用槟城福建话（闽南语）。